# シーニックバイウェイ
シーニックバイウェイ (Scenic Byway) とは、Scenic（景観のよい）、Byway（脇道、寄り道）といった意味の造語で、主に自動車の走行する道路からの視点で、景観、自然、文化、レクリェーションといった要素によって観光や地域活性化などを目的として、地域の魅力を具現化するための取り組み、またはそのためのルートのことをいう。1980年代後半にアメリカ合衆国で提唱、法制化された。
同様の考え方としては、ドイツのロマンティック街道や、日本でもそれを模した日本ロマンチック街道、あるいはやまなみハイウェイや出雲神話街道のような例があるが、より広域的に複数のルートで行政と地域が連携して取り組むプログラムとして制度化されている点で少し異なる。

## アメリカ合衆国におけるシーニックバイウェイ
アメリカ合衆国では、1965年に「道路美化法」が成立したが、これは日本における「屋外広告物法」のように単に景観整備を目的としたもので、これに地域資源という概念を組み込んだ「シーニックバイウェイ法」が1989年に成立し、景観性、歴史性、自然性、文化性、レクレーション性、考古学性の6項目で評価するプログラムがスタートした。この6項目のうち1項目以上に該当するものをナショナルシーニックバイウェイ、2項目以上に該当するものをオールアメリカンロードとして指定。2005年現在、全米46州に98ルートのナショナルシーニックバイウェイ、27のオールアメリカンロードが指定されている。

## 日本におけるシーニックバイウェイ
国土交通省では観光振興、地域振興などを目的に施策として取り組むこととし、レンタカーを利用した観光形態が増加している北海道で先行的に取り組むため、「北海道におけるシーニックバイウェイ制度導入検討委員会（委員長：石田東生筑波大学教授）」を設置し、支笏洞爺ニセコルートと大雪・富良野ルートの2つのモデルルートを2003年に設定し試行を実施。2005年に「シーニックバイウェイ北海道推進協議会」を設置し、正式にルートの募集を開始。モデルルートに東オホーツクシーニックバイウェイを加えた3ルートを指定。2006年には宗谷シーニックバイウェイ、函館・大沼・噴火湾ルート、釧路湿原・阿寒・摩周シーニックバイウェイを、2008年には萌える天北オロロンルート、2009年には十勝シーニックバイウェイ　十勝平野･山麓ルートを、2010年には十勝シーニックバイウェイ　トカプチ雄大空間、2011年には十勝シーニックバイウェイ　南十勝夢街道、札幌シーニックバイウェイ　藻岩山麓・定山渓ルートを加え、現在11ルートを指定している。
九州では、国土交通省九州地方整備局と、任意団体道守九州会議が中心となりシーニックバイウェイの導入についてケーススタディなどを重ねて検討している。

### 日本風景街道戦略会議（シーニックバイウェイ戦略会議）の設立
2005年には奥田碩日本経団連会長を委員長とし、シーニックバイウェイ戦略会議（2006年に日本風景街道 (Scenic Byway Japan) 戦略会議に改称）を設立し、全国からモデルルートを募集。当初、応募ルートから20ルート程度を選定する予定だったが、72ルートの応募があり、いずれも特色があるため、方針を変更して72ルート全てをモデルルートとして支援することとした。
また、2007年（平成19年）4月20日には、「日本風景街道の実現に向けて」の提言を国土交通大臣に提出した。2011年（平成23年）度にコシノジュンコ氏によるロゴマークが制定された。

#### 登録ルートの推移
- 2007年12月11日現在、第1回登録として全国で合計91ルートが登録されている[6][7]。
- 2010年11月11日現在、全国で合計120ルートが登録されている。
- 2011年12月16日現在、全国で合計126ルートが登録されている。
- 2012年3月28日現在、全国で合計127ルートが登録されている。
- 2012年8月31日現在、全国で合計128ルートが登録されている[8]。
- 2014年4月18日現在、全国で合計134ルートが登録されている[9]。
- 2015年8月10日現在、全国で合計136ルートが登録されている[10]。

#### シンポジウムの開催
2007年（平成19年）5月31日には「日本風景街道への期待」と題する最初のシンポジウムが東京で開催された。その後は、各地域毎に地域の風景街道の取り組みを紹介するとともに、各地域における地域資源の活用方法や団体間の連携方法などを検討することなどを目的に開催されている。2012年10月25日には全国規模としては、最初のシンポジウム以来5年ぶりに日本風景街道サミットinあさまが開催された。
- 2010年（平成22年）11月12日に日本風景街道シンポジウムin しまねが松江市のくにびきメッセ国際会議場で開催された[12]。
- 2012年（平成24年）2月18日に日本風景街道シンポジウムin 奈良が「歴史でつなぐ大和へのみち」と題して奈良県橿原市の橿原文化会館で開催された[13]。
- 2012年（平成24年）10月25日に日本風景街道サミットinあさまが[14]群馬県嬬恋村の東海大嬬恋高原研修センターで行われ、北海道から沖縄まで全国の関係者約260人が出席した。
- 2016年（平成28年）3月6日に日本風景街道シンポジウム 新因幡ライン～ふるさとに出会う幸福(29)ロード～が鳥取環境大学で開催された[15]。

## 日本風景街道の登録ルート（シーニックバイウェイ）
2016年10月4日現在

### 北海道地方
- 支笏洞爺ニセコルート
- 大雪・富良野ルート
- 東オホーツクシーニックバイウェイ
- 宗谷シーニックバイウェイ
- 釧路湿原・阿寒・摩周シーニックバイウェイ
- 函館・大沼・噴火湾ルート
- 萌える天北オロロンルート
- 十勝シーニックバィウェイ・十勝平野山麓ルート
- 十勝シーニックバィウェイ・トカプチ雄大空間
- 十勝シーニックバィウェイ・南十勝夢街道
- 札幌シーニックバィウェイ藻岩山麓・定山渓ルート
- どうなん・追分シーニックバイウェイルート

### 東北地方
- のしろ白神の道
- ふくしま浜街道ハッピーロード
- みちのくおとぎ街道
- 菅江真澄と巡るあきたの道
- 桑折宿まちなか街道
- 忘れられた道造りの歴史と絶景を「江戸の旅日記から感じる道」
- 鹽竈海道
- 奥州街道 温故知新の道
- 青森エントランスロード
- 巣子の松街道
- 出羽の古道 六十里越街道
- 城下町あいづ道草街道
- 広瀬川せせらぎ緑道
- 日本海パークライン
- 弘前まちなか散策街道
- 越後米沢街道・十三峠
- 釜石「鉄のみち」
- 十和田奥入瀬浪漫街道
- 奥州街道と縄文のみち
- 黄花紅の東むつ湾ルート

### 関東地方
- 浅間・白根・志賀さわやか街道
- 千曲川・花の里山風景街道
- 江戸・東京・みらい街道
- 東京・迎賓地区
- ルート299北八ヶ岳しらかば街道
- 千変万化の筑波山「まち」「さと」周遊ルート
- 時空から天空への道　日光街道
- 秩父路ルネッサンス
- 日本風景街道298三郷
- 浅間ロングトレイル
- 甲州夢街道（八王子・相模湖・藤野エリア）
- 南房総・花海街道
- 八ヶ岳南麓風景街道
- 東海道 風景街道
- 歴史街道「ぶらり大磯」（Slow Life In OISO）
- ロングビーチ　癒しの九十九里街道
- 谷川岳ゆけむり街道（信仰と歴史の街道）

### 北陸地方
- 日本海パークライン
- 北アルプス大展望・最長最古の塩の道ルート
- 金沢城下　野町・弥生誘い街道
- 奥能登絶景海道
- 良寛も歩いた弥彦浪漫の道
- 日本の原風景「枝垂れ桜の咲く里への回り道」
- 飛越交流ぶり・ノーベル出世街道
- よりみち街道『中越』
- 越後妻有里山回廊
- 佐渡國しま海道
- 白山眺望街道

### 中部地方
- 日本風景街道「伊勢熊野みち」
- ぐるり・富士山風景街道
- 二つのアルプスに抱かれた「信州伊那　アルプス街道」
- 新しさからなつかしさ塩の道～中馬街道～
- こころのふるさと“木曽路”中山道
- 渥美半島菜の花浪漫街道
- 信州みのわ花街道
- 古道ロマン「東山道」
- “なごみの伊豆　なごみの道”風景街道
- 浜名湖サイクリングロード
- 美濃白川 四季彩街道
- 民俗芸能と南北朝歴史浪漫のみち「秋葉街道」
- 南信州パノラマ街道
- きらり三橋志摩ゆうやけパール街道
- 東海道「駿河２峠６宿風景街道」
- 信州遠山郷「天に至る　まつり古道」
- 大井川流域「南アルプスへの道・お茶の道」
- 「合掌・さくら」飛越街道　～世界遺産をめぐる道～
- 飛騨高山風景街道
- 下呂湯めぐり街道

### 近畿地方

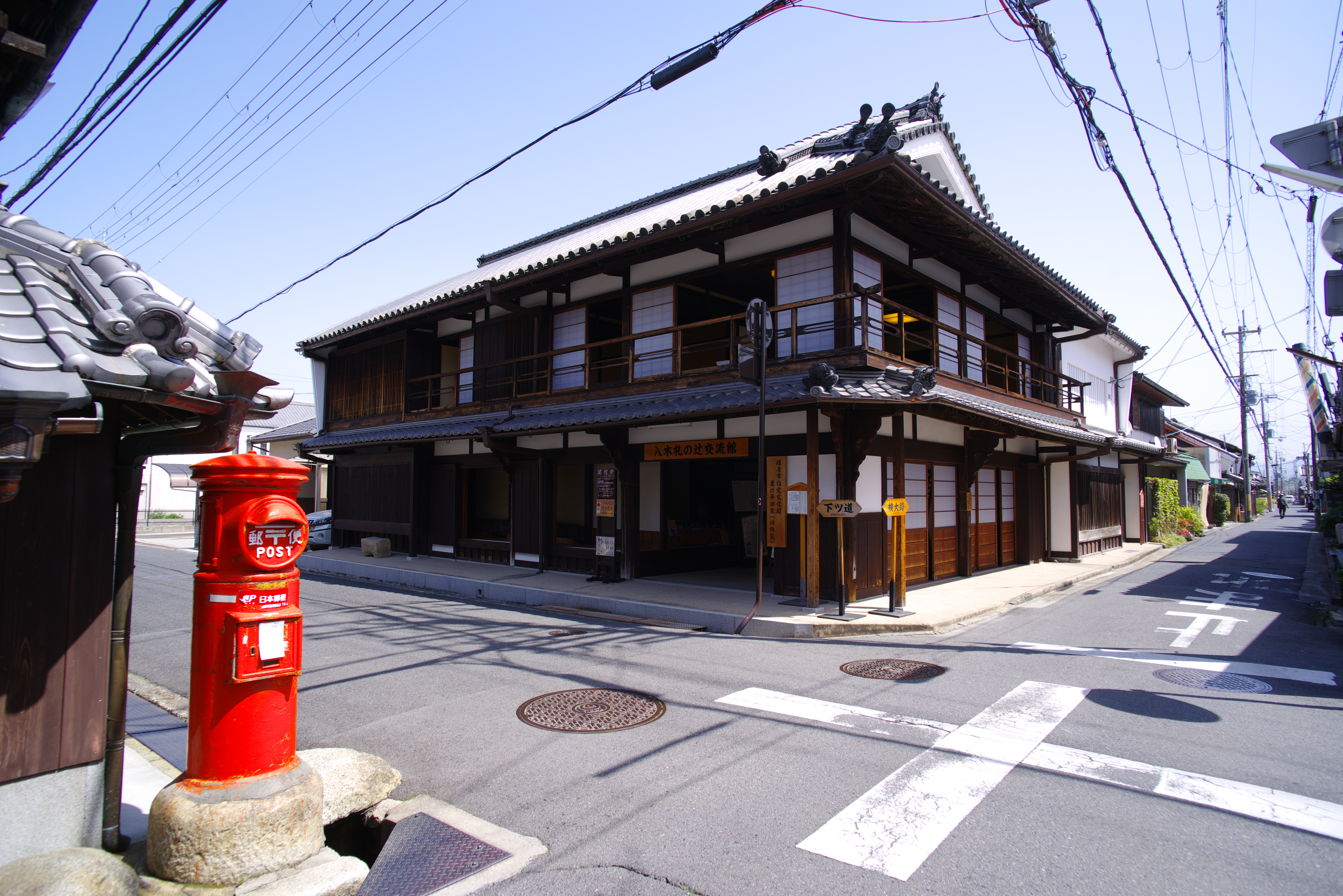
日本文化のクロスロード、八木札の辻。

- 日本文化のクロスロード (横大路・下ツ道)
- 新世紀くらわんかストリート
- 丹後半島「古代ロマン街道」
- 日本風景街道 熊野
- 日本風景街道伊勢街道
- 御所まち近世景観街道～近世物流の要所～
- 中之島・大川・御堂筋回廊
- 若狭熊川・鯖街道
- 琵琶湖さざなみ街道・中山道
- たんば三街道
- 愛宕街道 (京都鳥居本)
- 悠久の竹内街道
- 三国湊のまち・海・緑そしてひとを結ぶみち
- 但馬漁火ライン
- 日本風景街道まほろば
- 日本風景街道～難波宮と大阪・熊野街道～
- 美山かやぶき由良里街道
- ふくいやまぎわ天下一街道
- 西の鯖街道

### 中国地方
- R185さざなみ海道
- 歴史街道「萩往還」
- 人間文化の原風景　ご縁をつなぐ神仏の通ひ路
- 本州再西端の道「風波のクロスロード」
- しまなみ風景街道
- 大山遠望歴史の道
- 風待ち海道　隠岐まるごとミュージアム
- 銀山街道・陰陽結ぶ銀の道
- 新因幡ライン ～ふるさとに出会う幸福（29）ロード～

### 四国地方
- いやし・もてなし神山街道
- むれ源平　石あかりロード
- 源平ロマン街道
- 南いよ風景かいどう
- 土居廓中
- 四万十かいどう
- 光まわり回廊～阿南～
- 美馬市まほろば夢街道
- 砥部陶街道
- 土佐のまほろば風景街道
- 三好市秘境ロマン街道
- 〜オーシャンビュー〜南阿波サンライン・風景海道
- えひめ やまなみ燦々 風景街道
- 土佐市ドラゴン風景街道
- うたづ今昔ロマン街道

### 九州地方
- ながさきサンセットロード
- 玄界灘風景街道
- 日南海岸きらめきライン
- 日豊海岸シーニック・バイウェイ
- 豊の国・歴史ロマン街道
- みどりの里・耳納風景街道
- 北九州おもてなしの“ゆっくりかいどう”
- 九州横断の道 やまなみハイウェイ
- 九州横断の道 阿蘇くまもと路
- ちょっとよりみち唐津街道むなかた
- かごしま風景街道
- 別府湾岸・国東半島海べの道
- あまくさ風景街道
- 薩摩よりみち風景街道

### 沖縄地方
- 「琉球歴史ロマン街道（宿道）」
- 「やんばる風景花街道」